# Tournoi de tennis de Quanzhou
Ne doit pas être confondu avec tournoi de tennis de Guangzhou.
Le tournoi de Quanzhou (Chine) est un tournoi international de tennis féminin et masculin des circuits professionnels ITF Women's Circuit et Challenger créé en 2009. Il a lieu tous les ans au mois de mars et se joue sur dur extérieur.

## Palmarès messieurs

### Simple
| Année | Dotation    | Vainqueur       | Finaliste         | Score      |
| ----- | ----------- | --------------- | ----------------- | ---------- |
| 2017  | 50 000 $ +H | Thomas Fabbiano | Matteo Berrettini | 7-65, 7-67 |

### Double
| Année | Dotation    | Vainqueurs                      | Finalistes                     | Score            |
| ----- | ----------- | ------------------------------- | ------------------------------ | ---------------- |
| 2017  | 50 000 $ +H | Hsieh Cheng-peng Peng Hsien-yin | Andre Begemann Aliaksandr Bury | 3-6, 6-4, [10-7] |

## Palmarès dames

### Simple
| Année | Dotation    | Vainqueur               | Finaliste               | Score           |
| ----- | ----------- | ----------------------- | ----------------------- | --------------- |
| 2009  | 25 000 $    | Sophie Ferguson         | Chan Yung-jan           | 6-3, 6-1        |
| 2010  | 50 000 $    | Aleksandra Krunić       | Zhou Yimiao             | 6-3, 7-5        |
| 2011  | 50 000 $    | Lu Jing-Jing            | Stéphanie Foretz Gacon  | 3-6, 7-62, 6-3  |
| 2012  | 50 000 $ +H | Kimiko Date-Krumm       | Tímea Babos             | 6-3, 6-3        |
| 2013  | 50 000 $    | Varatchaya Wongteanchai | Nadiia Kichenok         | 6-2, 65-7, 7-65 |
| 2014  | 50 000 $    | Zarina Diyas            | Noppawan Lertcheewakarn | 6-1, 6-1        |
| 2015  | 50 000 $    | Elizaveta Kulichkova    | Jeļena Ostapenko        | 6-1, 5-7, 7-5   |
| 2016  | 50 000 $    | Wang Qiang              | Liu Fangzhou            | 6-2, 6-2        |
| 2017  | 60 000 $    | Zheng Saisai            | Liu Fangzhou            | 6-2, 6-3        |
| 2018  | 60 000 $    | Zheng Saisai            | Liu Fangzhou            | 6-3, 6-1        |

### Double
| Année | Dotation    | Vainqueurs                      | Finalistes                             | Score             |
| ----- | ----------- | ------------------------------- | -------------------------------------- | ----------------- |
| 2009  | 25 000 $    | Han Xinyun Kao Shao-yuan        | Hao Jie Sun Tiantian                   | 1-6, 6-2, [10-6]  |
| 2010  | 50 000 $    | Liu Wanting Zhou Yimiao         | Yuliya Beygelzimer Yan Zi              | 6-1, 6-2          |
| 2011  | 50 000 $    | Liu Wanting Sun Shengnan        | Yuliya Beygelzimer Oksana Kalashnikova | 6-3, 6-2          |
| 2012  | 50 000 $ +H | Chan Hao-ching Rika Fujiwara    | Kimiko Date-Krumm Zhang Shuai          | 4-6, 6-4, [10-7]  |
| 2013  | 50 000 $    | Irina Buryachok Nadiia Kichenok | Liang Chen Sun Shengnan                | 3-6, 6-3, [12-10] |
| 2014  | 50 000 $    | Chan Chin-wei Xu Yifan          | Sun Ziyue Xu Shilin                    | 7-64, 6-1         |
| 2015  | 50 000 $    | Eri Hozumi Makoto Ninomiya      | Hiroko Kuwata Junri Namigata           | 6-3, 62-7, [10-2] |
| 2016  | 50 000 $    | Shuko Aoyama Makoto Ninomiya    | Lu Jing-Jing Zhang Yuxuan              | 6-3, 6-0          |
| 2017  | 60 000 $    | Han Xinyun Ye Qiuyu             | Hiroko Kuwata Zhu Lin                  | 6-3, 6-3          |
| 2018  | 60 000 $    | Han Xinyun Ye Qiuyu             | Guo Hanyu Wang Xinyu                   | 7-63, 7-66        |